# میدان سلطان احمد

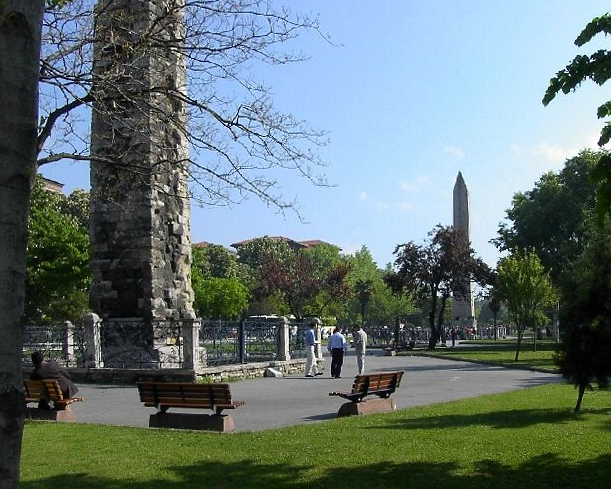
هیپودروم قسطنطنیه در سال ۲۰۰۵.

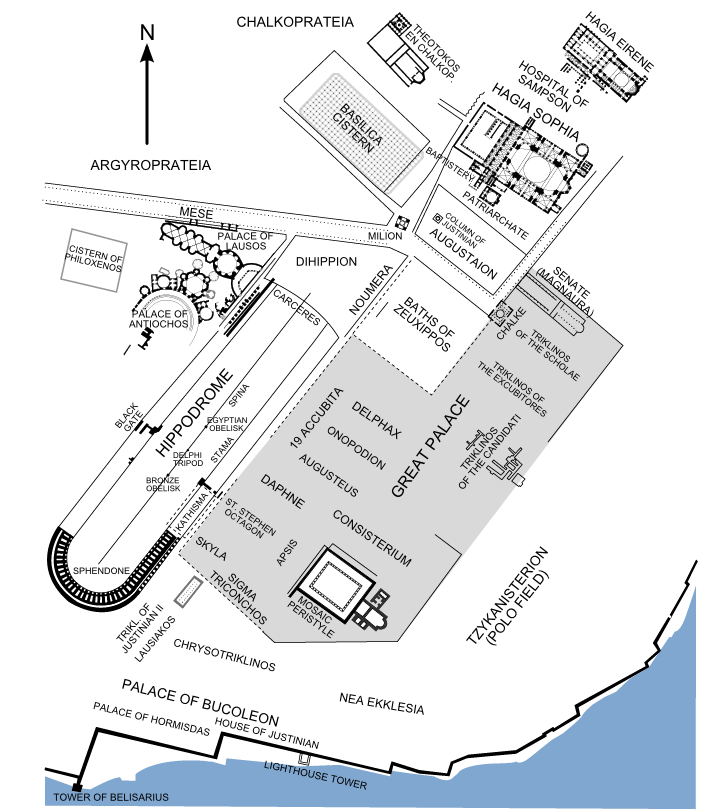
موقعیت هیپودروم در شهر قسطنطنیه.

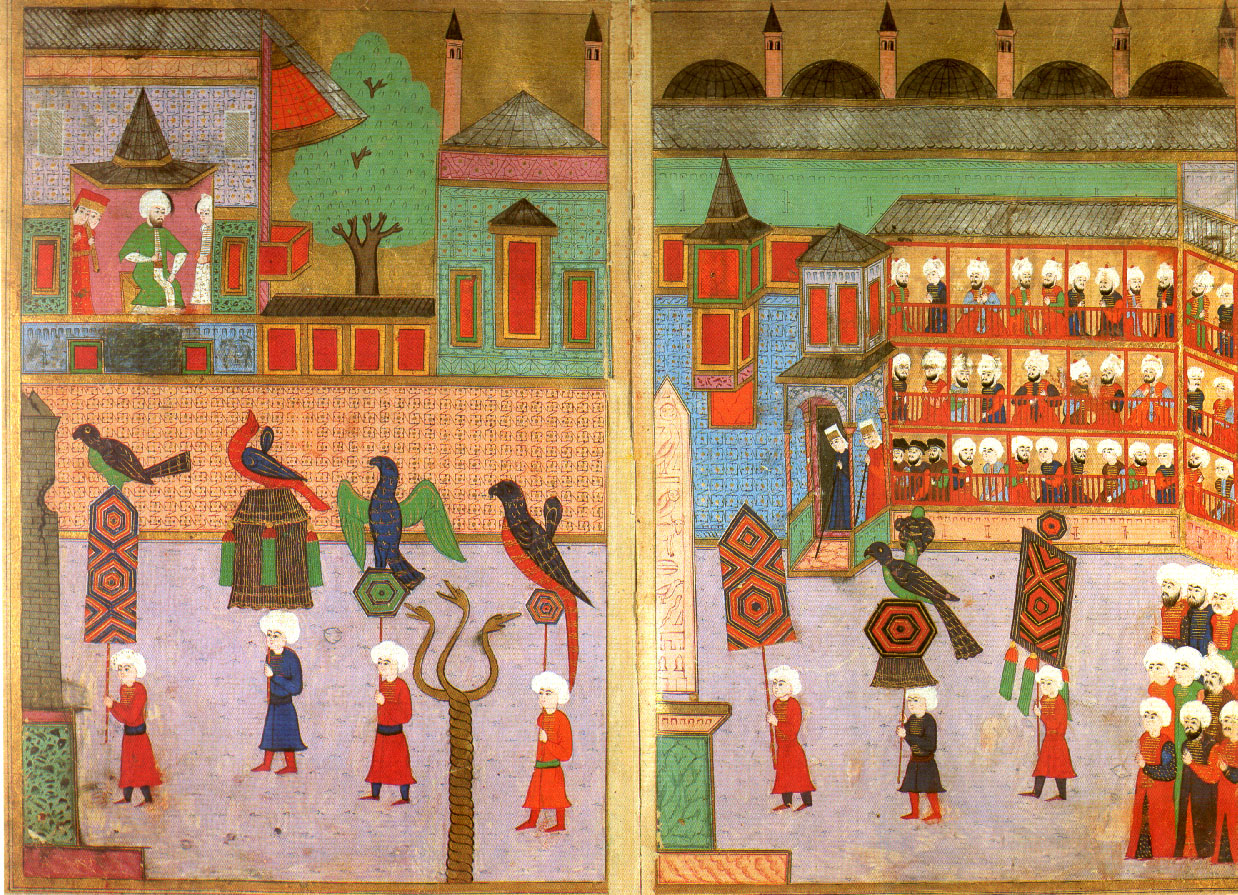
رژهٔ صنوف در برابر سلطان عثمانی در هیپودروم

میدان سلطان احمد (ترکی استانبولی: Sultanahmet Meydanı) یا هیپودروم قسطنطنیه (یونانی: Ἱππόδρομος τῆς Κωνσταντινουπόλεως) یک میدان در شهر استانبول در ترکیه است.

## پیشینه
هیپودروم قسطنطنیه یک میدان روباز بود که مرکز ورزش و فعالیت‌های اجتماعی شهر قسطنطنیه، پایتخت امپراتوری روم شرقی به‌شمار می‌رفت. امروزه این هیپودروم بخشی از میدان سلطان احمد شهر استانبول در ترکیه است و تنها بخش‌هایی از سازهٔ اولیه باقی مانده‌است.
نام هیپودروم از کلمات یونانی هیپوس (ἵππος، اسب) و دروموس (δρόμος، میدان) مشتق شده‌است. به همین دلیل گاهی در ترکی به آن آت‌میدانی (میدان اسب) گفته می‌شود. مسابقات اسب‌دوانی و ارابه‌رانی در عصر هلنیستی، دوران روم باستان، و بیزانتین مسابقات اسب‌دوانی و ارابه‌رانی تفریح محبوب یونانی‌ها بودند و هیپودروم‌ها از ویژگی‌های مشترک شهرهای یونانی به‌شمار می‌رفتند.